# Утенський район
Утенський район (Утенське районне самоврядування; лит. Utenos rajono savivaldybė) — адміністративна одиниця в  Утенському повіті на північному сході  Литви.

## Населені пункти
В районі:
- 1 місто — Утена;
- 8 містечок — Даугайляй, Куктішкес, Лелюнай, Салдутішкіс, Судейкяй, Таурагнай, Ужпаляй і Віжуонос;
- 592 села.

Чисельність населення (2001):
- Утена — 33 860
- Ужпаляй — 877
- Таурагнай — 602
- Віжуонос — 581
- Анталге — 564
- Куктішкес — 485
- Лелюнай — 483
- Судейкяй — 407
- Аткочішкес — 393
- Салдутішкіс — 389

## Староства

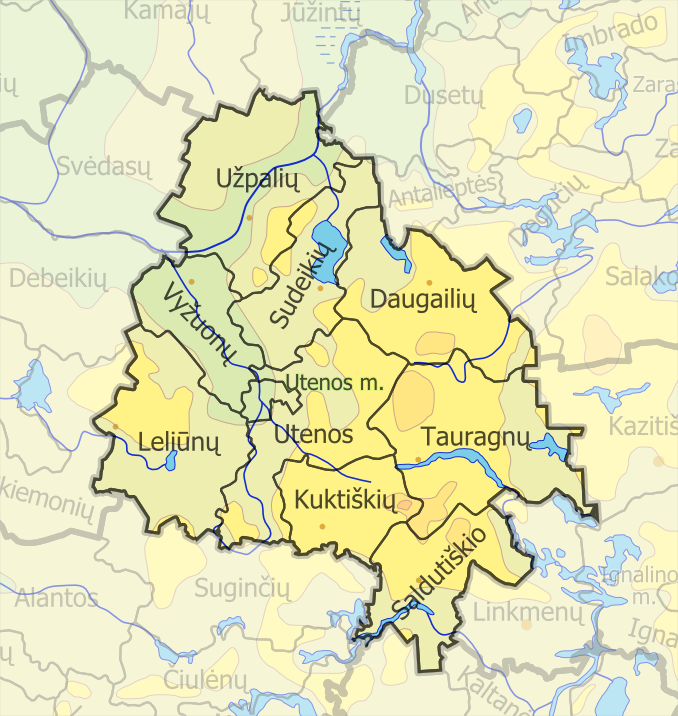
Староства Утенського району

В районі 10 староств:
- Даугайляйське (лит. Daugailių seniūnija; Даугайляй)
- Куктішкське (лит. Kuktiškių seniūnija; Куктішкес)
- Лелюнське (лит. Leliūnų seniūnija; Лелюнай)
- Салдутішкське (лит. Saldutiškio seniūnija; Салдутішкіс)
- Судейкяйське (лит. Sudeikių seniūnija; Судейкяй)
- Таурагнське (лит. Tauragnų seniūnija; Таурагнай)
- Утенське (лит. Utenos seniūnija; Утена)
- Утенське міське (лит. Utenos miesto seniūnija; Утена)
- Ужпаляйське (лит. Užpalių seniūnija; Ужпаляй)
- Віжуонське (лит. Vyžuonų seniūnija; Віжуонос)